# جون كلارك (رجل دين)
جون كلارك (بالإنجليزية: John Clark)‏ هو رجل دين أمريكي، ولد في 10 ديسمبر 1784 في ألينتاون في الولايات المتحدة، وتوفي في 7 أكتوبر 1853.